# Anna Murray-Douglass
Anna Murray-Douglass (1813 –  4 de agosto de 1882) fue una abolicionista estadounidense, miembro del Ferrocarril Subterráneo, y la primera esposa del reformista social y estadista estadounidense Frederick Douglass, desde 1838 hasta su muerte.

## Primeros años
Anna Murray nació en Denton, Maryland, hija de Bambar(r)a y Mary Murray. A diferencia de sus siete hermanos y hermanas mayores, nacidos esclavos, Anna Murray y sus cuatro hermanos menores nacieron emancipados, ya que sus padres fueron liberados justo un mes antes de su nacimiento. Fue una joven emprendedora, que a la edad de 17 años se había establecido como lavandera y ama de llaves, ahorrando de su salario. Su trabajo con la ropa sucia en los muelles, le hizo conocer a Frederick Douglass, quién entonces trabajaba allí como calafateador.

## Matrimonio
La libertad de Murray hizo que Douglass creyera en la posibilidad de la suya. Cuando él decidió escapar de la esclavitud en 1838, Murray lo alentó y le ayudó proporcionando a Douglass algunas prendas de marinero a las que su trabajo de lavandería le daba acceso. También le dio parte de sus ahorros, que aumentó vendiendo algunos colchones de plumas. Después de que Douglass se dirigiera a Filadelfia y luego a Nueva York, Murray lo siguió, llevando suficientes mercancías con ella para poder comenzar una casa. Se casaron el 15 de septiembre de 1838. Al principio tomaron Johnson como apellido, pero al trasladarse a New Bedford, Massachusetts, adoptaron Douglass como su nombre de casados.
Murray y Douglass tuvieron cinco hijos en los primeros diez años del matrimonio: Rosetta, Lewis, Frederick Jr., Charles y Annie. Ella ayudó a mantener a la familia económicamente, trabajando como lavandera y aprendiendo a hacer zapatos, ya que los ingresos de Douglass por sus discursos eran esporádicos y la familia tenía que luchar por la estabilidad económica. Ella también tomó un papel activo en la Sociedad Antiesclavista Femenina de Boston y más tarde impulsó a su marido a enseñar a sus hijos como  tipógrafos para su periódico abolicionista, Estrella del Norte. Después de que la familia se trasladó a Rochester, Nueva York, establecieron un cuartel general para el ferrocarril subterráneo en su hogar, proporcionando comida y ropa limpia para los centenares de esclavos fugitivos en su camino a Canadá.
Murray-Douglass recibió poca mención en las autobiografías de Douglass. Henry Louis Gates ha escrito que "Douglass había convertido su historia de vida en una especie de diorama político en el que ella no tenía ningún papel". Se especula que sus largas ausencias de casa y su posible sensación de que como una mujer poco instruida no encajaba con los círculos sociales en los que Douglass se estaba moviendo, le llevaron a un grado de distanciamiento que estaba en marcado contraste con su anterior cercanía. Supuestamente ella fue herida por las relaciones de su marido con otras mujeres, pero a pesar de ello seguía siendo leal al papel público de Douglass y los dos se amaron incondicionalmente; su hija Rosetta recordó a aquellos que admiraban a su padre que la suya "era una historia hecha posible por la inquebrantable lealtad de Anna Murray".

## Vida posterior y muerte
Después de la muerte de su hija menor Annie en 1860 a la edad de 10 años, Murray-Douglass sufriría a menudo de mala salud. Murió de un derrame cerebral en 1882 en la casa de la familia en Washington D. C. Fue enterrada inicialmente en el cementerio de Graceland en Washington D. C. pero el cementerio cerró en 1894, y el 22 de febrero de 1895, fue trasladada al cementerio de Mount Hope en Rochester, Nueva York. Frederick Douglass fue enterrado a su lado después de su muerte el 20 de febrero de 1895.